# Policía Militar del Estado de São Paulo
La Policía Militar del Estado de São Paulo (PMESP) tiene como función principal el patrullaje ostensible y la preservación del orden público en el estado de São Paulo. A efectos organizativos, es una fuerza auxiliar y de reserva del Ejército Brasileño, al igual que sus hermanas y forma parte del Sistema Brasileño de Seguridad Pública y Defensa Social y está subordinada al Gobierno del estado de São Paulo a través de la Secretaría de Estado de Seguridad Pública (SSP).
El 15 de diciembre de 1831, por ley de la Asamblea Provincial, se creó la Guardia Municipal Permanente, compuesta por cien efectivos a pie y treinta a caballo, en cumplimiento del decreto imperial emitido por el Regente Feijó. Dentro de la provincia (actual estado de São Paulo), la Policía Militar, así como el Cuerpo de Bomberos, la Guardia Nacional, la Marina y las tropas regulares del Ejército, formaban parte de la Fuerza Pública de São Paulo. Sus miembros se denominan militares de Estado (artículo 42 de la Constitución brasileña), al igual que los miembros del Cuerpo de Bomberos Militares de São Paulo (CB PMESP). Actualmente es la mayor fuerza policial de Brasil y la tercera institución militar de América Latina, con aproximadamente 82,500 funcionarios policiales.
Sin embargo, la PMESP es objetivo de críticas principalmente por casos de abuso de autoridad, violencia policial y corrupción. Un estudio publicado en 2012 concluyó que la institución mató a casi nueve veces más personas que la policía estadounidense. Entre 2006 y 2010, 2.262 personas murieron tras supuestos enfrentamientos con policías paulistas, mientras que en todo Estados Unidos, en el mismo período, según datos del FBI, se registraron 1.963 "homicidios justificados", el equivalente a las resistencias seguidas de muerte registradas en São Paulo.  La Encuesta Nacional de Victimización, encargada por el Ministerio de Justicia y el Programa de las Naciones Unidas para el Desarrollo a Datafolha, mostró que la PMESP: "Ya la mayor tasa de extorsión y pago de sobornos que involucra a miembros de esta corporación se registró en Río de Janeiro (7,0%). A continuación, con tasas superiores al 5%, estaban Amapá y Pará (5,3% cada uno)"Sin embargo, según la revista virtual de Globo Extra, la PMESP tiene la segunda mayor tasa de casos de extorsión policial del país, sólo por detrás de la PMRJ..